# Stefania scalae
Stefania scalae és una espècie de granota que es troba a Guyana i, possiblement també, a Veneçuela i el Brasil.